# Premio Griffin de Poesía
El premio Griffin de Poesía (en inglés: Griffin Poetry Prize) es un premio canadiense creado en 2000 por el filántropo Scott Griffin con el objetivo de premiar a poetas canadienses y de otras nacionalidades por la calidad de sus obras. El premio, que es ofertado por la institución Griffin Trust (fundada por Griffin con este objetivo), está considerado como uno de los más generosos por su dotación económica, 200.000 dólares canadienses, distribuidos entre finalistas y vencedores.
En 2014, la poeta brasileña Adélia Prado, recibió el premio en la categoría "Lifetime Recognition Award".

## Finalistas y jurados

### 2001
Canadá:
- Anne Carson, Men in the Off Hours[4]
- Robert Bringhurst, Nine Visits to the Mythworld
- Don McKay, Another Gravity

Internacional:
- Nikolai B. Popov y Heather McHugh, translation of Glottal Stop: 101 Poems from the German written by Paul Celan[5]
- Chana Bloch y Chana Kronfeld, translation of Open Closed Open from the Hebrew written by Yehuda Amichai
- Fanny Howe, Selected Poems
- Les Murray, Learning Human

Jurado:
- Carolyn Forché
- Dennis Lee
- Paul Muldoon

Guest performer at awards ceremony: Gord Downie

### 2002
Canadá:
- Christian Bök, Eunoia[6]
- Erin Mouré, Sheep's Vigil by a Fervent Person
- Karen Solie, Short Haul Engine

Internacional:
- Alice Notley, Disobedience
- Victor Hernández Cruz, Maraca
- Christopher Logue, Homer: War Music
- Les Murray, Conscious and Verbal

Jurado:
- Dionne Brand
- Robert Creeley
- Michael Hofmann

Guest host at awards ceremony: Albert Schultz

### 2003
Canadá:
- Margaret Avison, Concrete and Wild Carrot
- Dionne Brand, thirsty
- P. K. Page, Planet Earth: Poems Selected and New

Internacional:
- Paul Muldoon, Moy Sand and Gravel
- Kathleen Jamie, Mr And Mrs Scotland are Dead: Poems 1980-1994
- Gerald Stern, American Sonnets: poems
- C. D. Wright, Steal Away: selected and new poems

Jurado:
- Michael Longley
- Sharon Olds
- Sharon Thesen

Guest speaker at awards ceremony: Heather McHugh

### 2004
Canadá:
- Anne Simpson, Loop
- Di Brandt, Now You Care
- Leslie Greentree, go-go dancing for Elvis

Internacional:
- August Kleinzahler, The Strange Hours Travelers Keep
- Suji Kwock Kim, Notes From the Divided Country
- David Kirby, The Ha-Ha
- Louis Simpson, The Owner of the House

Jurado:
- Billy Collins
- Bill Manhire
- Phyllis Webb

### 2005
Canadá:
- Roo Borson, Short Journey Upriver Toward Oishida
- George Bowering, Changing on the Fly
- Don McKay, Camber

Internacional:
- Charles Simic, Selected Poems: 1963-2003
- Fanny Howe, On the Ground
- Michael Symmons Roberts, Corpus
- Matthew Rohrer, A Green Light

Jurado:
- Simon Armitage
- Erin Mouré
- Tomaž Šalamun

Guest speaker at awards ceremony: August Kleinzahler

### 2006
Canadá:
- Sylvia Legris, Nerve Squall
- Phil Hall, An Oak Hunch
- Erin Mouré, Little theatres

Internacional:
- Kamau Brathwaite, Born to Slow Horses
- Michael Hofmann, translation of Ashes for Breakfast: Selected Poems from the German written by Durs Grünbein
- Michael Palmer, Company of Moths
- Elizabeth Winslow, translation of The War Works Hard by Dunya Mikhail

Jurado:
- Lavinia Greenlaw
- Lisa Robertson
- Eliot Weinberger

Lifetime Recognition Award (presented by the Griffin trustees) to Robin Blaser. Guest speaker at awards ceremony: Simon Armitage

### 2007
Canadá:
- Don McKay, Strike/Slip
- Ken Babstock, Airstream Land Yacht
- Priscila Uppal, Ontological Necessities

International:
- Charles Wright, Scar Tissue
- Paul Farley, Tramp in Flames
- Rodney Jones, Salvation Blues
- Frederick Seidel, Ooga-Booga

Judges:
- John Burnside
- Charles Simic
- Karen Solie

Lifetime Recognition Award (presented by the Griffin trustees) to Tomas Tranströmer
Guest speaker at awards ceremony: Matthew Rohrer

### 2008
Canadá:
- Robin Blaser, The Holy Forest: Collected Poems of Robin Blaser[7]
- Robert Majzels and Erin Moure, translation of Notebook of Roses and Civilization from the French written by Nicole Brossard
- David McFadden, Why Are You So Sad? Selected Poems of David W. McFadden

Internacional:
- John Ashbery, Notes from the Air: Selected Later Poems
- Elaine Equi, Ripple Effect: New and Selected Poems
- Clayton Eshleman, translation of The Complete Poetry: A Bilingual Edition from the Spanish written by Cesar Vallejo
- David Harsent, Selected Poems 1969-2005

Jurado:
- George Bowering
- James Lasdun
- Pura Lopez Colome

Lifetime Recognition Award (presented by the Griffin trustees) to Ko Un
Guest speaker at awards ceremony: Paul Farley

### 2009
Canadá:
- A. F. Moritz, The Sentinel
- Kevin Connolly, Revolver
- Jeramy Dodds, Crabwise to the Hounds

Internacional:
- C.D. Wright, Rising, Falling, Hovering
- Mick Imlah, The Lost Leader
- Derek Mahon, Life on Earth
- Dean Young, Primitive Mentor

Judges:
- Saskia Hamilton
- Dennis O'Driscoll
- Michael Redhill

Lifetime Recognition Award (presented by the Griffin trustees) to Hans Magnus Enzensberger
Guest speaker at awards ceremony: James Wood

### 2010
Canadá:
- Karen Solie, Pigeon
- Kate Hall, The Certainty Dream
- P. K. Page, Coal and Roses

Internacional:
- Eilean Ni Chuilleanain, The Sun-fish
- John Glenday, Grain
- Louise Gluck, A Village Life
- Susan Wicks, translation of Cold Spring in Winter from the French written by Valérie Rouzeau

Judges:
- Anne Carson
- Kathleen Jamie
- Carl Phillips

Lifetime Recognition Award (presented by the Griffin trustees) to Adrienne Rich
Guest speaker at awards ceremony: Glyn Maxwell

### 2011
Canadá:
- Dionne Brand, Ossuaries
- Suzanne Buffam, The Irrationalist
- John Steffler, Lookout

International:
- Gjertrud Schnackenberg, Heavenly Questions
- Seamus Heaney, Human Chain
- Khaled Mattawa, translation of Adonis: Selected Poems from the Arabic written by Adonis
- Philip Mosley, translation of The Book of the Snow from the French written by Francois Jacqmin

Judges:
- Tim Lilburn
- Colm Tóibín
- Chase Twichell

Lifetime Recognition Award (presented by the Griffin trustees) to Yves Bonnefoy
Guest performer at awards ceremony: Jonathan Welstead, National Poetry In Voice recitation champion

### 2012
Canadá:
- Ken Babstock, Methodist Hatchet
- Phil Hall, Killdeer
- Jan Zwicky, Forge

International:
- David Harsent, Night
- Yusef Komunyakaa, The Chameleon Couch
- Sean O'Brien, November
- Joanna Trzeciak, translation from Polish of Sobbing Superpower: Selected Poems of Tadeusz Rózewicz

Judges:
- Heather McHugh
- David O'Meara
- Fiona Sampson

Lifetime Recognition Award (presented by the Griffin trustees) to Seamus Heaney
Guest performer at awards ceremony: Alexander Gagliano, National Poetry In Voice recitation champion

### 2013
Canadá:
- David McFadden, What's the Score?
- James Pollock, Sailing to Babylon
- Ian Williams, Personals

International:
- Fady Joudah, translation of The Straw Bird It Follows Me, and Other Poems from the Arabic written by Ghassan Zaqtan
- Jennifer Maiden, Liquid Nitrogen
- Alan Shapiro, Night of the Republic
- Brenda Shaughnessy, Our Andromeda

Judges:
- Suzanne Buffam
- Mark Doty
- Wang Ping

Guest performer at awards ceremony: Kyla Kane, National Poetry In Voice recitation champion
Guest speaker at awards ceremony: Pura López Colomé

### 2014
Canadá:
- Anne Carson, Red Doc>
- Sue Goyette, Ocean
- Anne Michaels, Correspondences

International:
- Brenda Hillman, Seasonal Works with Letters on Fire
- Rachael Boast, Pilgrim's Flower
- Carl Phillips, Silverchest
- Mira Rosenthal, translation of Colonies from the Polish written by Tomasz Rozycki

Judges:
- Robert Bringhurst
- Jo Shapcott
- C.D. Wright

Lifetime Recognition Award (presented by the Griffin trustees) to Adelia Prado
Guest performer at awards ceremony: Khalil Mair, National Poetry In Voice recitation champion
Guest speaker at awards ceremony: August Kleinzahler

### 2015
Canadá:
- Jane Munro, Blue Sonoma
- Shane Book, Congotronic
- Russell Thornton, The Hundred Lives

Internacional:
- Michael Longley, The Stairwell
- Eleanor Goodman, translation of Something Crosses My Mind from the Chinese written by Wang Xiaoni
- Marek Kazmierski, translation of Finite Formulae & Theories of Chance from the Polish written by Wioletta Greg
- Spencer Reece, The Road to Emmaus
- Derek Walton, Griffin Trust For Excellence in Poetry, Lifetime Recognition Award[9]

Jurado:
- Tim Bowling
- Fanny Howe
- Piotr Sommer

Lifetime Recognition Award (presented by the Griffin trustees) to Derek Walcott
Guest performer at awards ceremony: Ayo Akinfenwa, National Poetry In Voice recitation champion

### 2016
Canadá:
- Liz Howard, Infinite Citizen of the Shaking Tent[10]
- Per Brask and Patrick Friesen, translation of Frayed Opus for Strings & Wind Instruments from the Danish written by Ulrikka S. Gernes
- Soraya Peerbaye, Tell: poems for a girlhood

Internacional:
- Norman Dubie, The Quotations of Bone[10]
- Joy Harjo, Conflict Resolution for Holy Beings
- Don Paterson, 40 Sonnets
- Rowan Ricardo Phillips, Heaven

Jurado:
- Alice Oswald
- Tracy K. Smith
- Adam Sol

Lifetime Recognition Award (presented by the Griffin trustees) to Adam Zagajewski.
Guest performer at awards ceremony: Marie Foolchand, National Poetry In Voice recitation champion

### 2017
Canadá:
- Jordan Abel, Injun.[11]
- Hoa Nguyen, Violet Energy Ingots.
- Sandra Ridley, Silvija.

Internacional:
- Alice Oswald, Falling Awake [11]
- Jane Mead, World of Made and Unmade
- Donald Nicholson-Smith, translation of In Praise of Defeat from the French written by Abdellatif Laabi
- Denise Riley, Say Something Back

Jurado:
- Sue Goyette
- Joan Kane
- George Szirtes

Lifetime Recognition Award (presented by the Griffin trustees) to Frank Bidart.
Guest performer at awards ceremony: David White, National Poetry In Voice recitation finalist

### 2018
Canadá:
- Billy-Ray Belcourt, This Wound is a World.
- Aisha Sasha John, I have to live.
- Donato Mancini, Same Diff.

Internacional:
- Susan Howe, Debths.
- Tongo Eisen-Martin, Heaven is All Goodbyes.
- Layli Long Soldier, Whereas.
- Natalie Shapero, Hard Child.

Jurado:
- Sarah Howe
- Ben Lerner
- Ian Williams

Lifetime Recognition Award (announced by the Griffin trustees) to Ana Blandiana.
Guest performer at awards ceremony: Hamish Marissen-Clark, National Poetry In Voice recitation champion
Guest speaker at awards ceremony: August Kleinzahler.

### 2019
Canadá:
- Eve Joseph, Quarrels
- Dionne Brand, The Blue Clerk
- Sarah Tolmie, The Art of Dying

Internacional:
- Don Mee Choi, Autobiography of Death, traducción al inglés de Kim Hyesoon.
- Raymond Antrobus, The Perseverance.
- Daniel Borzutzky, Lake Michigan.
- Ani Gjika, Negative Space, traducción al inglés de Luljeta Lleshanaku.

Jurado:
- Ulrikka S. Gernes
- Kim Maltman
- Srikanth Reddy

Lifetime Recognition Award (announced by the Griffin trustees) to Nicole Brossard.
Guest performer at awards ceremony: Catricia Hiebert, National Poetry In Voice recitation champion

### 2020
Canadá:
- Kaie Kellough, Magnetic Equator
- Chantal Gibson, How She Read
- Doyali Islam, heft

Internacional:
- Sarah Riggs, Time, traducción al inglés por Etel Adnan.
- Abigail Chabitnoy, How to Dress a Fish
- Sharon Olds, Arias
- Natalie Scenters-Zapico, Lima :: Limón

Jurado:
- Paula Meehan
- Kei Miller
- Hoa Nguyen

### 2021
Jurado:
- Ilya Kaminsky
- Ales Steger
- Souvankham Thammavongsa